# Les Portes du Coglais
Les Portes du Coglais község Franciaország Bretagne régiójában, Ille-et-Vilaine megyében. Új községként 2017. január 1-jén jött létre három korábbi község: Montours, Coglès és La Selle-en-Coglès egyesítésével. Lakosainak száma 2235 fő (2022. január 1.).

## Népesség
| Lakosok száma | 2345 | 2359 | 2391 | 2354 | 2319 | 2283 | 2256 | 2235 |
|               | 2014 | 2015 | 2017 | 2018 | 2019 | 2020 | 2021 | 2022 |